# Åke Bergqvist
Pour les articles homonymes, voir Bergqvist.
Åke Carl Magnus Bergqvist, né le 29 août 1900 à Ronneby et mort le 7 mars 1975 à Stockholm, est un skipper suédois. 

## Carrière
Åke Bergqvist est sacré champion olympique de voile aux Jeux olympiques d'été de 1932, terminant premier de la course de classe 6 Metre, à bord du Bissbi avec Tore Holm, Olle Åkerlund et Martin Hindorff.